# Teodoro S. Mongelós
Teodoro Salvador Mongelós (Ypacaraí, 9 de noviembre de 1914-São Paulo, 20 de mayo de 1966), más conocido como Teodoro S. Mongelós, fue un poeta paraguayo. Es uno de los más importantes autores -junto a Manuel Ortiz Guerrero y Félix Fernández- de letras de canciones en guaraní.

## Primeros pasos

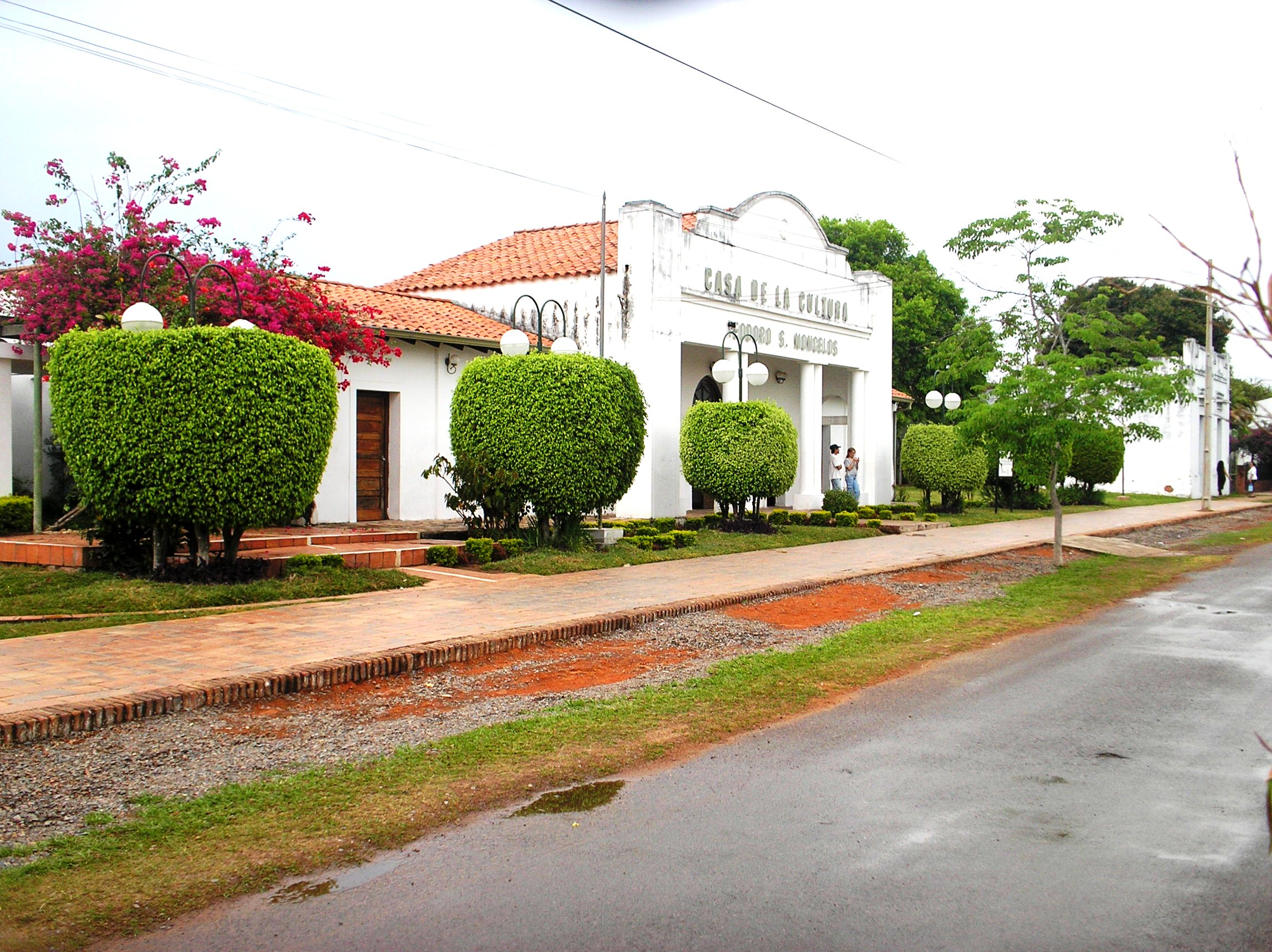
Casa de la Cultura y Mausoleo de Teodoro S. Mongelos

Considerado el “Poeta de los humildes”, con 17 años participó en la Guerra del Chaco, que enfrentó a paraguayos y bolivianos entre 1932 y 1935, desempeñándose como telegrafista del tercer cuerpo de ejército, en Nanawa, en pleno frente de operaciones. Su producción poética comenzó luego de concluido el conflicto internacional aludido.

## Trayectoria
Dirigió, en 1941, la “Revista Musical Ysyry”, editada en la imprenta de José Cantero Frutos. Fue, asimismo, director y libretista de los programas radiales “Enramada guy” y “Ñasaindy poty”, muy populares y emitidos por la Radio Teleco, de Asunción.
Entre 1949 y 1954, bajo el gobierno de Federico Chaves, ocupó una banca en el parlamento como representante Nacional. Por sus ideas libertarias y progresistas tuvo que marchar al exilio, en la ciudad de São Paulo, Brasil, donde vivió una angustiosa existencia jalonada con sinsabores tanto en lo económico como en lo político y sentimental.
En 1955 ejerció la presidencia de la Asociación Paraguaya de Artistas Nativos (APAN). Fue, por largos años, “motorman” (conductor de tranvías) en Asunción.

## Últimos años
Falleció el 20 de mayo de 1966. Sus restos reposaron durante veintiocho años en la ciudad brasileña de Foz de Iguazú, en la frontera entre Brasil y Paraguay, hasta que en 1994 fueron repatriados y llevados a su ciudad natal.

## Obras
Entre sus muchas creaciones sobresalen “Minero Sapukai”, “Ñande rekove”,“Guapo che rymba buey” y “Ha mboriahú” (poema al cual Elvio Romero consideraba el más dolorosamente bello alegato social a favor de los desposeídos del Paraguay) (1943), con música de Emilio Bigi; “Virginia”, “Nde tapere che reindy”, “Kueheve guare”, con música de Diosnel Chase; “Nde resa kuarahyame” con música de Julián Alarcón; “Che jazmín”, “Che mboeharepe” y “Aco ñande ynambumí”, con música de Epifanio Méndez Fleitas; “Ha pilincho” con Toledo Núñez, por citar las más representativas.